# 78118 Бгарат
78118 Бгарат (78118 Bharat) — астероїд головного поясу, відкритий 4 липня 2002 року.
Тіссеранів параметр щодо Юпітера — 3,330.